# Гвоздев-Ростовский, Михаил Фёдорович
Князь Михаил Фёдорович Гвоздев-Ростовский (ум. после 1602) — наместник, голова и опричный полковой воевода, сын князя Фёдора Дмитриевича Гвоздя Приимкова-Ростовского, из княжеского рода Гвоздевы-Ростовские.

## Биография
В 1568 году князь Михаил Фёдорович Гвоздев-Ростовский — воевода опричного большого полка в Калуге. В 1571 году наместник в Костроме. В 1572 году первый воевода на Костромской заставе во время язвы, для охранения от распространения заразы. В 1573 году голова в Государевом полку в походе на Лифляндию. В 1573 году «по крымским вестям» получил царский приказ выступить из Орла со сторожевым полком и быть в полках без мест, а после возвращения из похода вновь быть в Орле. С осени 1575 года первый воевода в Орле, а по вестям велено сходиться ему с другими окраинными воеводами и быть первым воеводою в Сторожевом полку. В 1576 году по царскому указу князь М. Ф. Гвоздев-Ростовский во главе сторожевого полка должен был с апреля выступить из Рязани. В 1578 году по взятии литовцами Невчина, послан с войском к этому городу в числе прибавочных воевод. Был вторым воеводою в войсках и у снаряда (артиллерии). В бою под Кесью был взят в плен, из которого освободился. В 1579 году послан по литовским вестям прибавочным воеводою и вторично взят в плен, из которого выкуплен в 1585 году. В 1588 и 1598 годах — воевода сторожевого полка в Коломне и Алексине. В 1590 году голова в Государевом полку в походе под Руговид. В 1591 году воевода Передового полка в Калуге. В 1592 году второй воевода Сторожевого полка на берегу Оки, для охранения от крымцев. В 1597 году первый воевода в Михайлове. В 1598 году сперва воевода Сторожевого полка на берегу Оки, потом 4-й воевода в Коломне. В июле того же года указано ему сопровождать крымского посланника от Коломны до Серпухова и прибыть в Москву. 
В 1597 году князь Михаил Фёдорович Гвоздев-Ростовский был в числе дворян, участвовавших в приеме царем Фёдором Иоанновичем посланник германского императора — бургграфа Авраама Донавского. В 1598 году подписал соборную грамоту об избрании на русский царский престол Бориса Фёдоровича Годунова. В 1599 году — объезжий голова в Кремле, с ним местничали другие головы: князья Фёдор Друцкий, Петр Пожарский, Петр Барятинский и Григорий Долгоруков. В 1600 году второй объезжий голова в Московском кремле. В 1601-1602 годах воевода в Свияжске.